# (4602) Heudier
(4602) Heudier est un astéroïde de la ceinture principale découvert par le CERGA, le 28 octobre 1986.
Il a été ainsi baptisé en hommage à Jean-Louis Heudier, responsable du télescope de Schmidt de Calern qui a permis sa découverte.